# Lejongapssläktet
Lejongapssläktet (Antirrhinum) är ett släkte av grobladsväxter. Lejongapssläktet ingår i familjen grobladsväxter.

## Bildgalleri

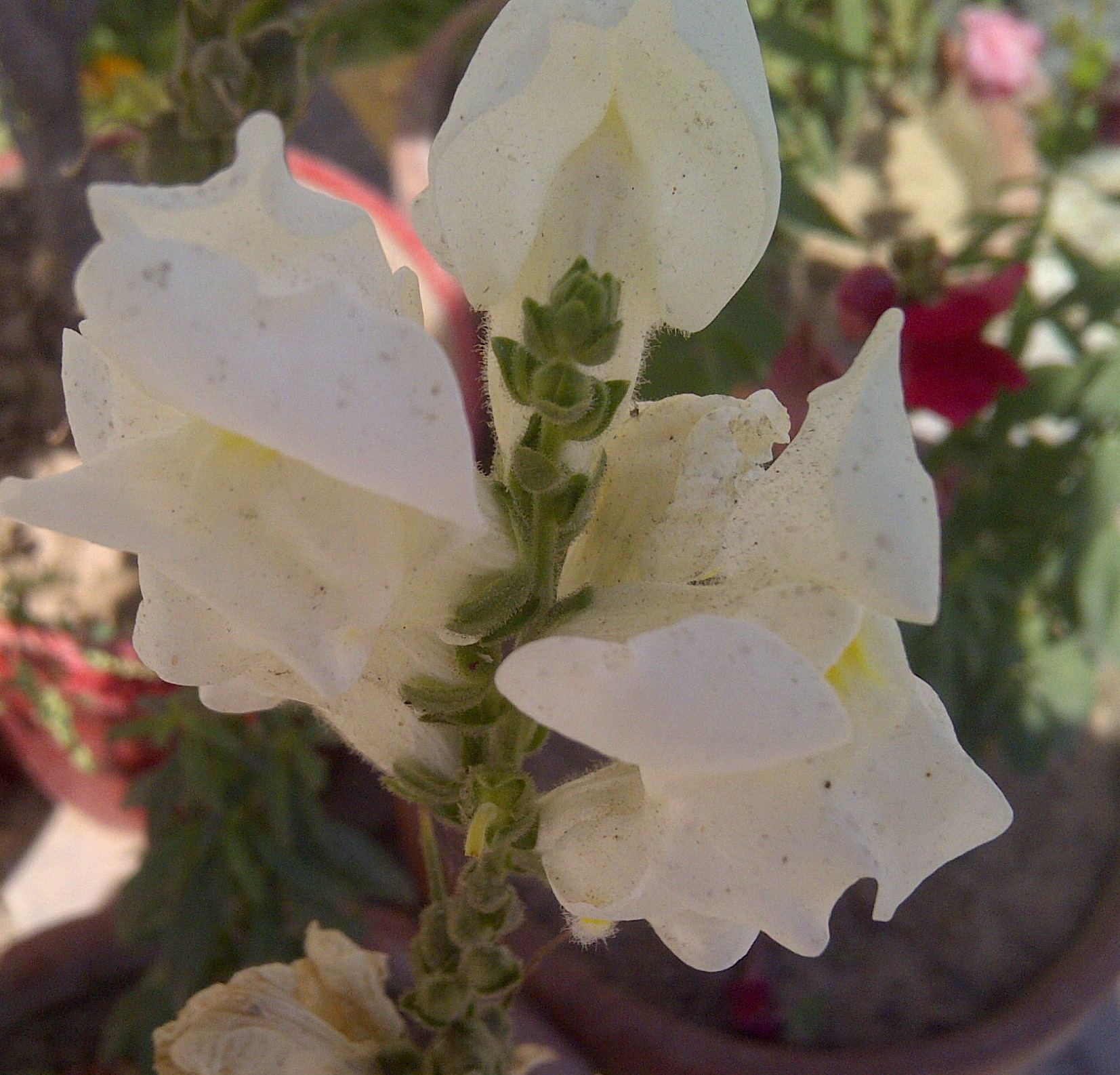
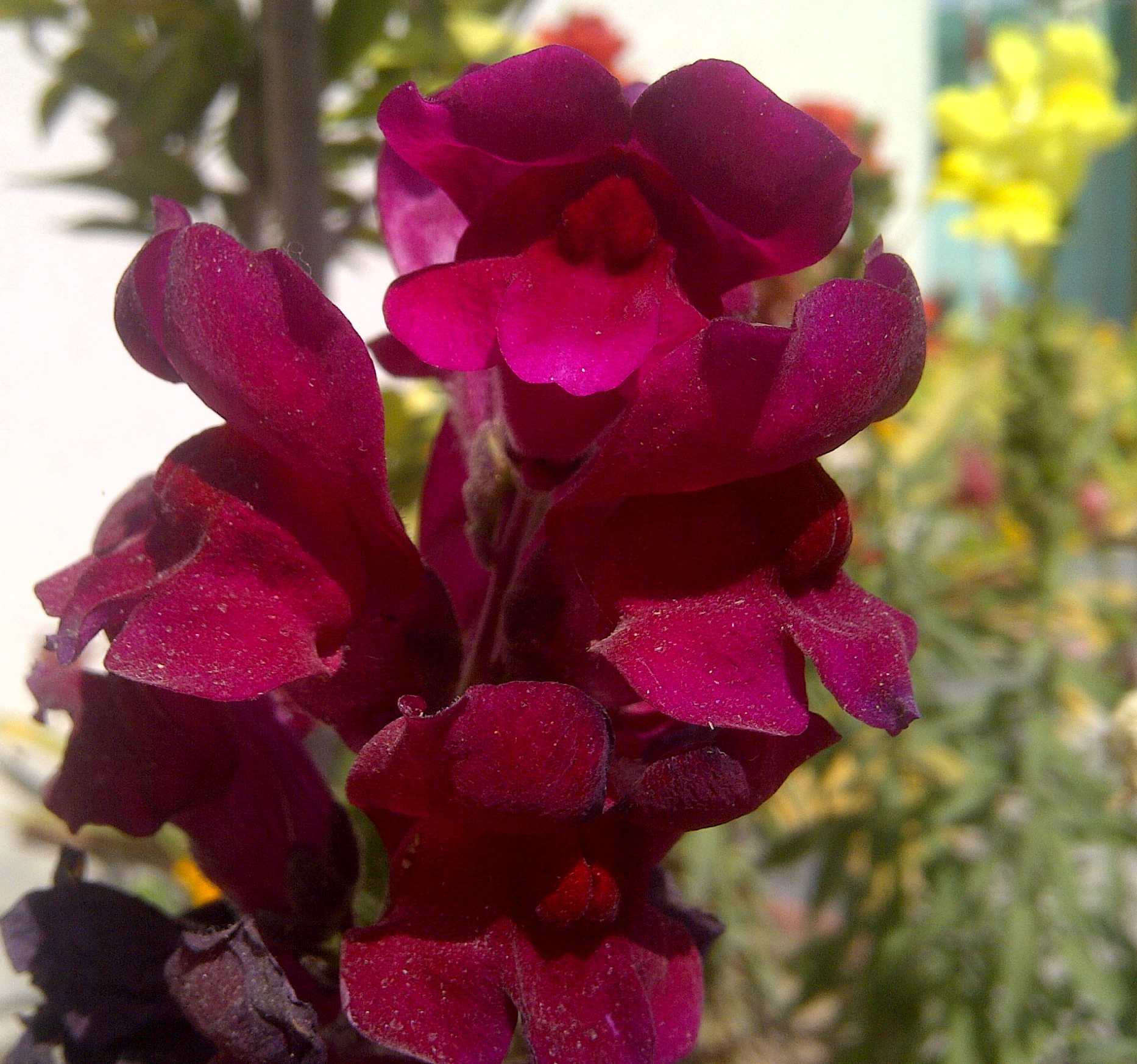
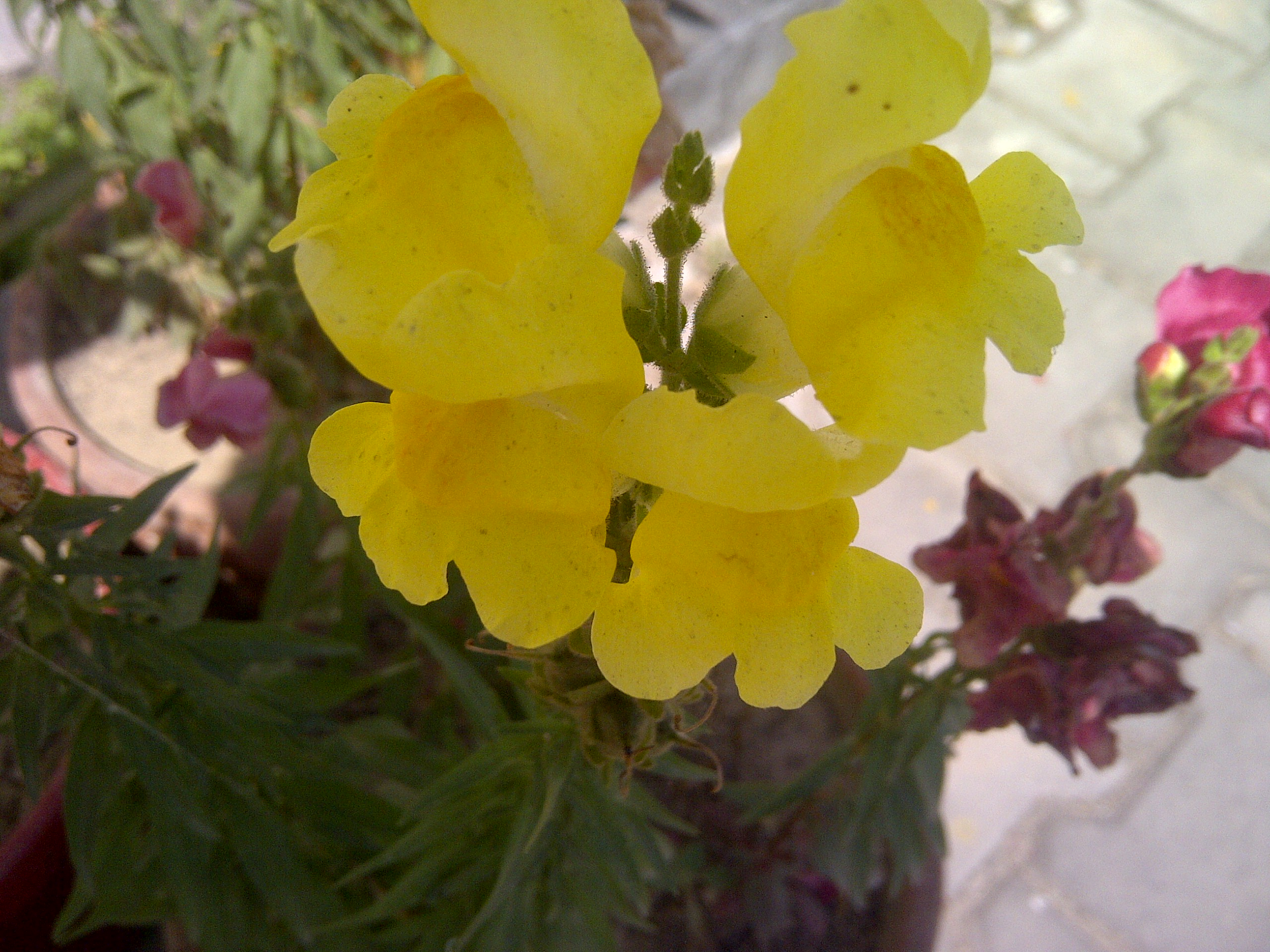
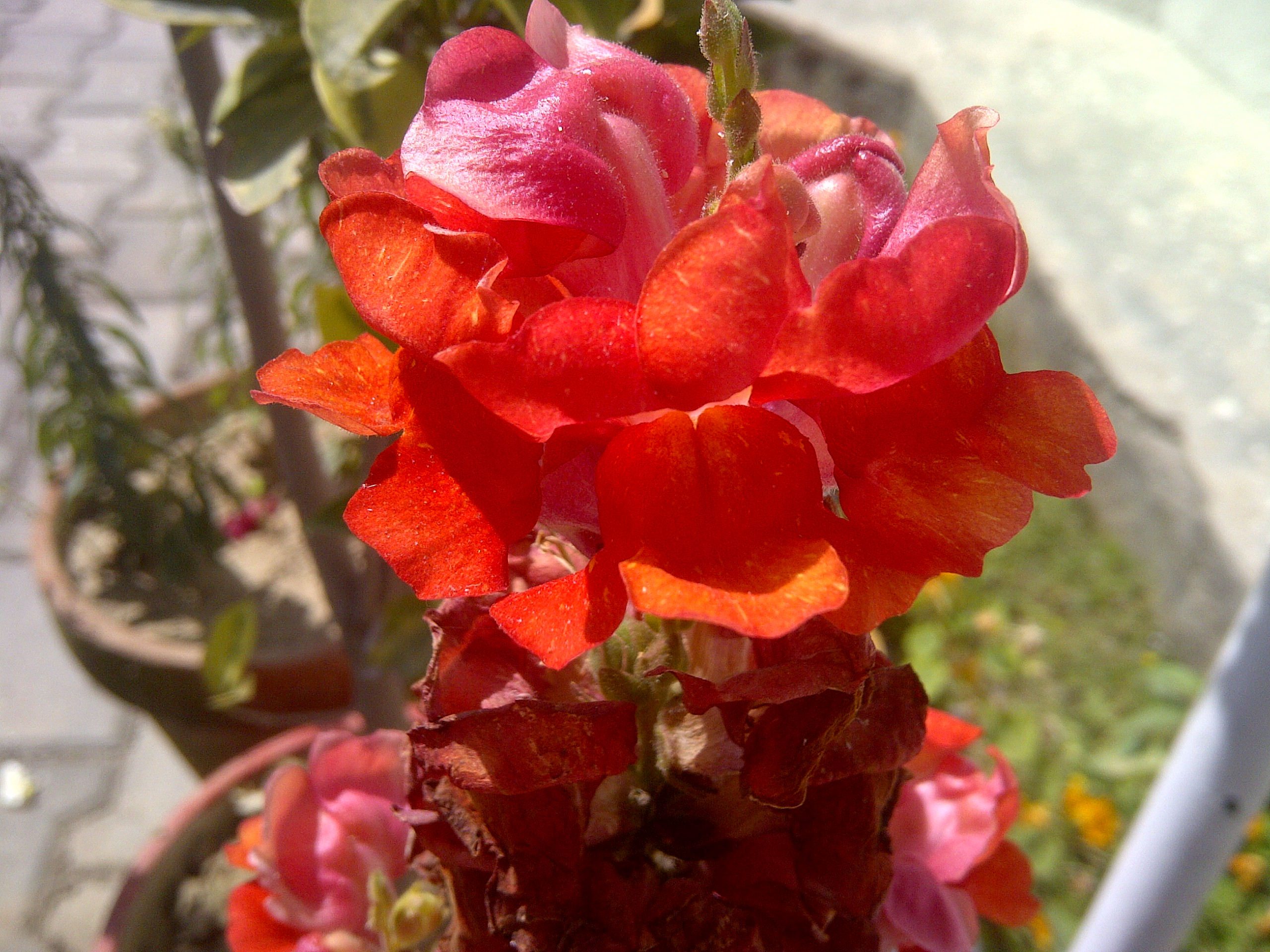
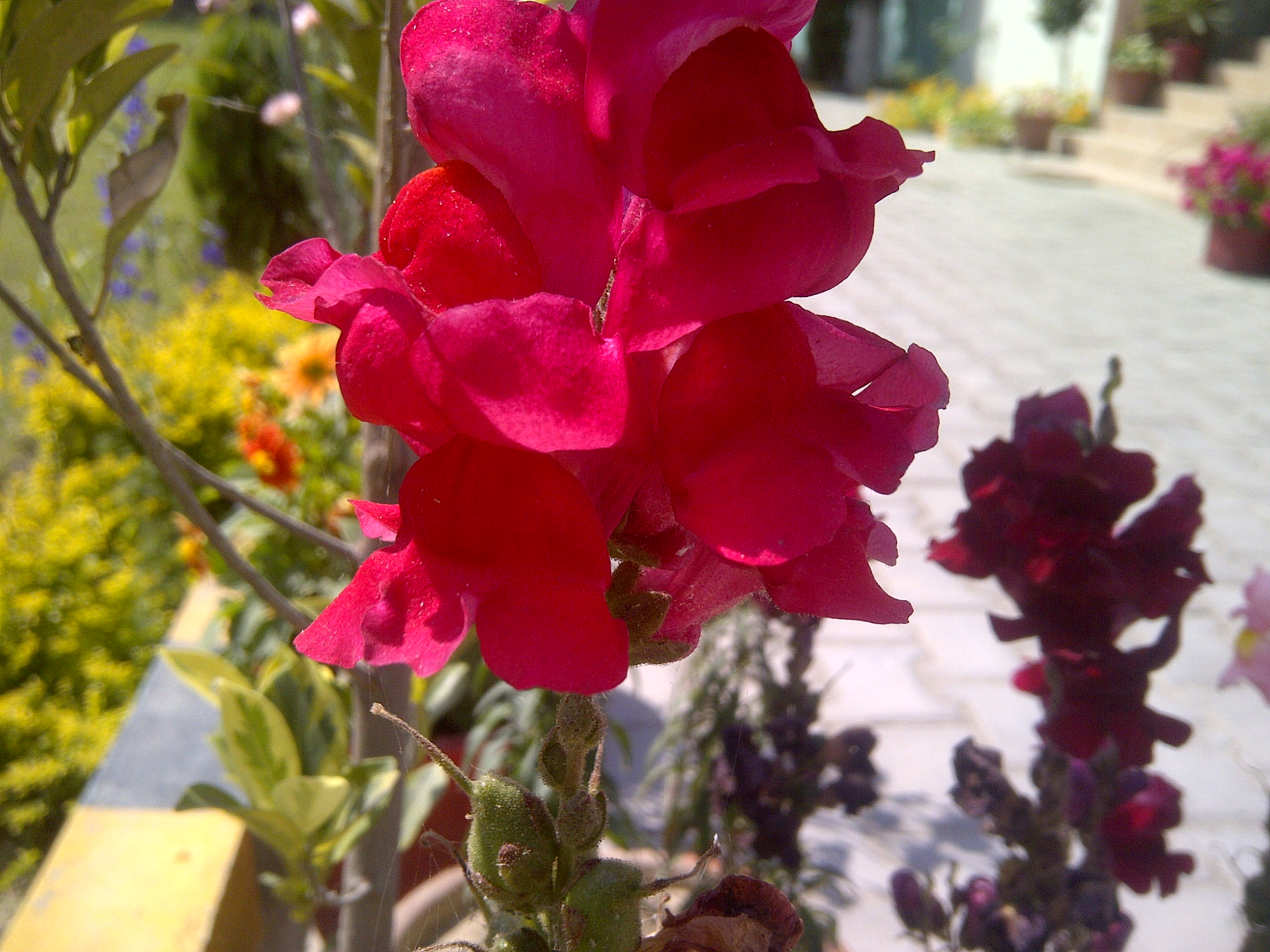
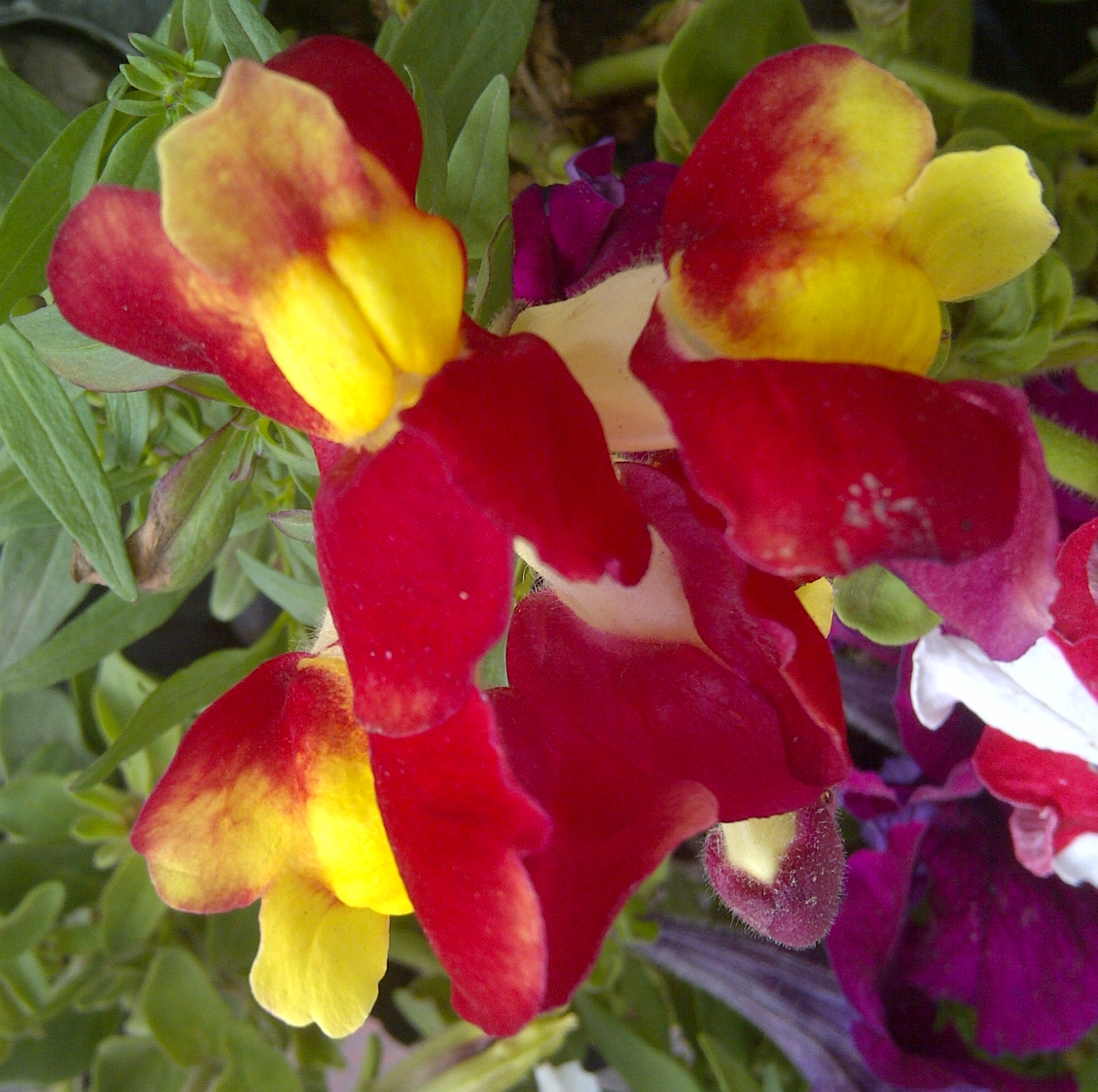

## Arter i Lejongapssläktet[1]
- Antirrhinum australe
- Antirrhinum barrelieri
- Antirrhinum braun-blanquetii
- Antirrhinum charidemi
- Antirrhinum fernandezcasasii
- Antirrhinum gebelicum
- Antirrhinum graniticum
- Antirrhinum grosii
- Antirrhinum hispanicum
- Antirrhinum kretschmeri
- Antirrhinum latifolium
- Antirrhinum linkianum
- Antirrhinum lopesianum
- Antirrhinum martenii
- Antirrhinum mazimpakae
- Antirrhinum meonanthum
- Antirrhinum microphyllum
- Antirrhinum molle
- Antirrhinum mollissimum
- Antirrhinum montserratii
- Antirrhinum pertegasii
- Antirrhinum pulverulentum
- Antirrhinum rothmaleri
- Antirrhinum segurae
- Antirrhinum sempervirens
- Antirrhinum siculum
- Antirrhinum subbaeticum
- Antirrhinum ternatum
- Antirrhinum valentinum
- Lejongap